# Coronakommissionen
Coronakommissionen är en kommission, som tillsattes av den svenska regeringen för att utvärdera de åtgärder som vidtagits för att begränsa spridningen av covid-19-pandemin i Sverige.  Kommissionen tillsattes den 30 juni 2020 och till ordförande utsågs tidigare justitierådet Mats Melin. Den 15 december 2020 publicerade kommissionen ett delbetänkande med fokus på äldreomsorgen. Den 29 oktober 2021 publicerades kommissionens andra delbetänkande med fokus på smittspridning, smittskydd, sjukvård och folkhälsa. Kommissionen lämnade sitt slutbetänkande den 25 februari 2022. 

## Uppdrag
Kommissionens uppdrag var att utvärdera regeringens, förvaltningsmyndigheternas, regionernas och kommunernas åtgärder för att begränsa spridningen av det virus som orsakar sjukdomen covid-19 och spridningens effekter. I uppdraget ingick också att göra en internationell jämförelse med relevanta länder av de olika åtgärder som vidtagits.
Kommissionens slutredovisning skull ske senast den 28 februari 2022 och den skulle lämna två delredovisningar, en den 30 november 2020 och en den 31 oktober 2021. Den första delredovisningen skulle avse smittspridning inom vård och omsorg om äldre.

## Ledamöter
Kommissionen bestod av förra justitierådet Mats Melin (ordförande), Shirin Ahlbäck Öberg, docent och universitetslektor i statskunskap vid Uppsala universitet, Ann Enander, professor emeritus i ledarskap vid Försvarshögskolan, Vesna Jovic, socialpolitisk chef på Akademikerförbundet SSR, tidigare VD Sveriges Kommuner och Regioner, Camilla Lif, präst och tf. kyrkoherde i Katarina församling i Stockholm, Torsten Persson, professor i nationalekonomi vid Institutet för internationell ekonomi, Stockholms universitet, Göran Stiernstedt, docent och infektionsläkare, samt Mats Thorslund, professor emeritus i socialgerontologi vid Karolinska Institutet.

## Slutsatser i delbetänkande 1: Äldreomsorgen under pandemin
Den 15 december 2020 presenterade kommissionen sitt första delbetänkande med titeln Äldreomsorgen under pandemin (SOU 2020:80).  Delbetänkandet bestod av en sammanfattande rapport om 311 sidor samt en underlagsrapport om internationella erfarenheter av covid-19 i äldreboenden. I betänkandet drog man slutsatsen att ”strategin att skydda de äldre har misslyckats”. Kommissionens övergripande bedömning var att 
- Den allmänna smittspridningen i samhället är högst sannolikt den enskilt viktigaste faktorn bakom den stora smittspridningen på Sveriges särskilda boenden.
- När pandemin slog till stod den svenska äldreomsorgen oförberedd. Äldreomsorgens institutionella struktur var inte rustad för en pandemi och anställda i äldreomsorgen lämnades i stor utsträckning ensamma att hantera denna krissituation.
- De åtgärder som regeringen och statliga myndigheter satte in för att minska riskerna för smittspridning i äldreomsorgen var sena och i flera avseenden även otillräckliga.

Brister i äldreomsorgens organisation och bemanning pekades ut och man menade att ”äldreomsorgen stod oförberedd och illa rustad att hantera en pandemi.” Kommissionen menade att bristerna inom äldreomsorgen hade varit kända sedan länge och att nuvarande och tidigare regeringar bar ansvaret. Socialminister Lena Hallengren (s) instämde i bedömningen att Sverige misslyckades med att skydda de äldre under våren 2020.
Kommissionen riktade också kritik mot att problemen i äldreomsorgen uppmärksammades sent och att behovet av skyddsutrustning i äldreomsorgen tog lång tid att kartlägga.
Kommissionen föreslog att den medicinska kompetensen måste höjas i äldreomsorgen, det måste finnas tillgång till sjuksköterskor dygnet runt, kommuner måste få anställa läkare och att tillgången till medicinsk utrustning måste stärkas i särskilda boenden. Vidare föreslogs att personalkontinuiteten bör förbättras genom att villkor och status för äldreomsorgens anställda förbättras, att antalet medarbetare per chef bör minskas, att antalet timvikarier minskas och antalet heltider och grundbemanningen istället ökas. Kostnadsökningarna för att genomföra dessa satsningar har uppskattats till 3 miljarder kronor per år under kommande tio år, utöver de 7 miljarder per år som kan krävas för att hantera en åldrande befolkning, och realismen i detta ifrågasatts. I höstbudgeten 2020 gjorde regeringen en rekordstor satsning på äldreomsorgen på 4 miljarder.

## Slutsatser i delbetänkande 2: Sverige under pandemin
Den 29 oktober 2021 presenterade kommissionen sitt andra delbetänkande med titeln Sverige under pandemin (SOU 2021:89).  Delbetänkandet bestod av en sammanfattande rapport i två volymer om totalt 807 sidor (Volym 1 Smittspridning och smittskydd, Volym 2 Sjukvård och folkhälsa) samt elva underlagsrapporter. Coronakommissionen sammanfattade sina viktigaste övergripande slutsatser i följande punkter.
- Sveriges hantering av pandemin har präglats av senfärdighet. De inledande skyddsåtgärderna mot smittan var otillräckliga för att stoppa eller ens kraftigt begränsa smittspridningen i landet.
- Det svenska vägvalet har betonat smittskyddsåtgärder som bygger på frivillighet och personligt ansvar, snarare än mer ingripande åtgärder.
- Den svenska pandemiberedskapen var undermålig.
- Smittskyddslagstiftningen var och är otillräcklig för att möta ett allvarligt epidemiskt eller pandemiskt utbrott.
- Sveriges smittskydd var och är decentraliserat och fragmenterat på ett sätt som gör det oklart vem som bär ansvaret för helheten när en allvarlig infektionssjukdom drabbar landet.
- Hälso- och sjukvården har med kort varsel kunnat ställa om och skala upp vården av sjuka i covid-19. Det är i stor utsträckning personalens förtjänst. Omställningen har skett till priset av en extrem belastning för de anställda liksom inställd och uppskjuten vård. Vi kommer därför att leva med pandemins konsekvenser under en lång tid framöver.
- Det finns på flera områden en besvärande brist på data som gör det svårare att övervaka pandemin medan den pågår och att fullgott utvärdera pandemihanteringen i efterhand.

## Slutsatser i slutbetänkandet
Den 25 februari 2022 presenterade kommissionen sitt slutbetänkande (SOU 2022:10).   Slutbetänkande bestod av en sammanfattande rapport i två volymer om totalt 758 sidor (Volym 1 Samhällets, företagens och enskildas ekonomi, Volym 2 Förutsättningar, vägval och utvärdering) samt sex underlagsrapporter. Coronakommissionen sammanfattade sina bedömningar i följande punkter.
- Inriktningen på råd och rekommendationer som människor förväntades att frivilligt följa var i grunden riktig. Den innebar att medborgarna behöll mer av sin personliga frihet än i många andra länder.
- Denna inriktning borde dock inte ha hindrat Sverige från att i februari/mars 2020 ha valt mer kraftfulla och ingripande åtgärder. När en plan saknades för att skydda de äldre och andra riskgrupper borde tidigare och fler insatser ha gjorts för att försöka bromsa den allmänna smittspridningen. Sådana inledande åtgärder hade också skapat mer tid för överblick och analys.
- Råd och rekommendationer borde ha kommunicerats som tydliga förhållningsregler.
- Regeringen borde omgående ha tagit ledningen i krisen. I en demokrati kan medborgarna utkräva ansvar av regeringen, inte av en myndighet. Hindren för ett tydligt nationellt ledarskap från regeringens sida – i viss mån självständiga myndigheter, regioner och kommuner med självstyrelse och Regeringskansliets normala beredningsrutiner – borde ha kunnat bemästras. Regeringen borde även ha tagit på sig ett tydligare ledarskap när det gäller den samlade kommunikationen till allmänheten.
- Regeringen har varit alltför ensidigt beroende av Folkhälsomyndighetens bedömningar. Ansvaret för myndighetens bedömningar vilar ytterst på en enda person, myndighetens chef. Det är inte en tillräckligt bra ordning för beslut under en allvarlig samhällskris.

Kommissionen menade att Folkhälsomyndigheten och regeringen genomförde "få, sena och föga kraftfulla" åtgärder jämfört med nordiska grannländer och i förhållande till smittspridningen, och att smittan därför fick onödigt stor samhällsspridning. Redan de hemvändande sportlovsresenärerna borde ha fått hemkarantän, inreseförbud införts tidigare och deltagartaket för allmänna sammankomster sänkts. Det var en riktig avvägning att hålla förskolor och grundskolor öppna och att övergå till distansundervisning på gymnasier och universitet. Det borde ha skett en tillfällig och partiell nedstängning av vissa kontaktskapande verksamheter i mitten av mars 2020 och lagstöd för en sådan insats borde då ha funnits på plats.  Myndigheten borde inte ha krävt full evidens för att rekommendera skyddsåtgärder, utan borde ha rekommenderat munskydd på publika platser så fort sådana fanns att tillgå.
Kommissionen föreslog att dagens uppdelning av ansvaret för krisberedskap och provtagning på 21 regioner behöver ses över. En ny instans för tydlig nationell krisledning behöver inrättas. Kommissionen föreslår att Folkhälsomyndigheten i framtiden bör delas upp, så att inte samma myndighet hanterar smittskydd och folkhälsa som är motstridiga ansvarsområden. Kommissionen menar att myndigheten i framtiden bör vara mindre toppstyrd och att regeringen i en framtida kris bör inhämta expertkunskaper från fler håll och skaffa sig ett eget expertråd. Regeringen bör inte okritiskt lyssna på Folkhälsomyndigheten, utan bör leda och göra de slutliga avvägningarna mellan olika samhällsintressen, och jämföra med andra regeringars beslut, vilket det råder oklarheter om regeringen har gjort.
Mot slutet av Coronakommissionens arbete framkom det att regeringskansliet en period hade motarbetat kommissionen genom att inte lämna ut all information, som krishanteringskansliets minnesanteckningar från möten mellan berörda statssekreterare.